# Ypsilanti (Michigan)
Ypsilanti, comunemente abbreviata in Ypsi, è una città della contea di Washtenaw nello Stato del Michigan, famosa per essere la sede della Eastern Michigan University. Al censimento del 2010, la popolazione della città era di 19 435 abitanti. La città è delimitata a nord dalla Superior Township e ad ovest, sud ed est dalla Ypsilanti Township.

## Geografia fisica
Secondo l'Ufficio del censimento degli Stati Uniti, ha una superficie totale di 4,52 mi² (11,71 km²).

## Storia
Originariamente un trading post creato nel 1809 da un commerciante di pellicce franco-canadese di Montréal, un insediamento permanente fu fondato sul lato est del fiume Huron nel 1823 dal maggiore Thomas Woodruff. È stato incorporato nel Territorio del Michigan come villaggio di Woodruff's Grove. Una comunità separata a breve distanza sul lato ovest del fiume fu fondata nel 1825 con il nome di "Ypsilanti", in onore di Demetrio Ypsilanti, un eroe della guerra d'indipendenza greca. Woodruff's Grove cambiò il suo nome in Ypsilanti nel 1829, l'anno in cui il suo omonimo vinse effettivamente la guerra per l'indipendenza greca nella battaglia di Petra, con la fusione delle due comunità. Un busto di Demetrio Ypsilanti dello scultore greco Christopher Nastos si trova tra una bandiera greca e una bandiera statunitense alla base della storica torre dell'acqua di Ypsilanti.
Nel 1945, Henry J. Kaiser e Joseph W. Frazer acquistarono dalla Ford Motor Company la vicina fabbrica di bombardieri B-24 Liberator di Willow Run e nel 1947 iniziarono a produrre i modelli di auto Kaiser & Frazer. L'ultima auto Kaiser prodotta a Ypsilanti uscì dalla catena di montaggio nel 1953, quando l'azienda si fuse con Willys-Overland e trasferì la produzione a Toledo, Ohio. La General Motors acquistò lo stabilimento Kaiser & Frazer e lo convertì nella sua Hydramatic Division (ora chiamata Powertrain Division), iniziando la produzione nel novembre 1953. La divisione GM Powertrain ha cessato la produzione in questo stabilimento nel 2010.

## Società

### Evoluzione demografica
Secondo il censimento del 2010, la popolazione era di 19 435 abitanti.